# Wiley Flow
A Wiley Flow a brit rapper Stormzy dala, amelyet 2019. szeptember 15-én adott ki a #Merky és az Atlantic Records, mint a Heavy Is the Head stúdióalbum második kislemeze. A dalon Stormzy feldolgozza Wiley "Bad 'Em Up" és "Nightbus Dubplate" dalát.

## Slágerlisták
| Slágerlista (2019)             | Legmagasabb pozíció |
| ------------------------------ | ------------------- |
| Írország (IRMA)                | 30                  |
| New Zealand Hot Singles (RMNZ) | 21                  |
| Skócia (OCC)                   | 59                  |
| Brit kislemezlista (OCC)       | 22                  |
| UK R&B (OCC)                   | 25                  |

## Minősítések
| Régió                    | Minősítés | Példányszám |
| ------------------------ | --------- | ----------- |
| Egyesült Királyság (BPI) | Ezüst     | 200,000     |